# City of Stars
"City of Stars" é uma canção da trilha sonora do filme La La Land de 2016. Composta por Justin Hurwitz e escrita por Pasek and Paul, a canção foi a vencedora nos Prémios Globo de Ouro de 2017  na categoria Melhor Canção Original e também no Óscar 2017 na categoria  Melhor Canção Original. Venceu também o Critics Choice Award de Melhor Canção.